# JAWS
JAWS("Job Access With Speech")는 시각 장애가 있는 사용자가 텍스트 음성 변환 출력이나 재생 가능 점자 디스플레이를 통해 화면을 읽을 수 있도록 하는 마이크로소프트 윈도우용 컴퓨터 화면 판독기 프로그램이다. JAWS는 프리덤 사이언티픽의 시각 장애인 및 저시력 그룹에서 제작했다.
웹 접근성 회사인 WebAIM이 실시한 2023~2024년 스크린 리더 사용자 설문 조사에 따르면 JAWS는 전 세계적으로 주요 용도로 가장 인기 있는 데스크톱/노트북 스크린 리더(40.5%)로 나타났으며, 참가자의 60.5%는 일반적으로 사용되는 스크린 리더로 꼽았다. 독자는 이 측정에서 NVDA에 이어 2위를 차지했다.
JAWS는 윈도우 서버 2016 이후 출시된 모든 버전의 윈도우 서버와 함께 윈도우 10 및 윈도우 11을 지원한다. 프로그램에는 비상업용 홈 에디션과 상업용 환경용 프로페셔널 에디션 등 두 가지 버전이 있다. JAWS 16 이전에는 홈 버전을 스탠더드라고 불렀으며 가정용 윈도우 운영 체제에서만 작동했다. JDOS라고도 알려진 도스 버전은 무료이다.
JAWS 스크립팅 언어를 사용하면 사용자는 표준 윈도우 컨트롤 없이 프로그램과 접근성을 위해 설계되지 않은 프로그램을 사용할 수 있다.